# 野田市立みずき小学校
野田市立みずき小学校（のだしりつみずきしょうがっこう）は、千葉県野田市の南部地区にある公立小学校。野田市で最も新しい小学校である。

## 概要

### 沿革
- 2003年（平成15年）
  - 4月1日 - 野田市立南部小学校および野田市立山崎小学校より分離して開校。
  - 4月7日 - 開校記念式典と最初の始業式を挙行。
  - 4月9日 - 第1回入学式挙行。この時点の全児童数は377名。
  - 9月27日 - 開校記念秋季大運動会開催。
  - 11月21日 - 開校記念式典挙行。
- 2004年（平成16年）3月19日 - 第1回卒業証書授与式挙行。最初の卒業生は56名。
- 2007年（平成19年）10月9日 - 5周年記念観劇会開催。
- 2012年（平成24年）11月22日 - 創立10周年記念式典挙行。

## 学校教育目標
笑顔で学びに向かい 心豊かに活動できる子の育成

## 主な行事
- 4月 - 始業式・入学式・避難訓練・犯罪防止教室（1年）・学習参観・はじめましてよろしく会・家庭訪問
- 5月 - 消防署見学（4年）・田植え（5年）・運動会・浄水場見学（4年）
- 6月 - 学区めぐり（3年）・市内めぐり（3年）・陸上部壮行会・市内小学校陸上競技大会・交通安全教室（1・3・5年）・ザリガニ釣り（2年）・林間学校（5年）
- 7月 - 修学旅行（6年）・情報モラル教室・夏季休業
- 9月 - 芸術鑑賞会・リサイクルセンター見学（4年）・清掃工場見学（4年）・校外学習（2年）・稲刈り（5年）・校外学習（1年）
- 10月 - 防犯教室（1～3年）・前期終業式・後期始業式・校外学習（4年）・応急手当講習（5・6年）・スーパーマーケット見学（3年）・PTAバザー・理科大訪問（6年）認知症サポーター講習（6年）
- 11月 - 校外学習（3年）・町探検（2年）・全校音楽発表会・避難訓練・校外学習（5年）・キッコーマン見学（3年）・食育教室（偶数年）
- 12月 - 持久走記録会・タバコの害講習（6年）・薬物乱用防止教室（5年）・冬季休業
- 1月 - 書き初め大会・校外学習（6年）・避難訓練・昔遊びの会（1年）
- 2月 - 卒業を祝う会
- 3月 - 卒業式・修了式

## アクセス
- まめバス ⑧南ルート中根・⑨南ルート愛宕駅・⑪南ルート（循環）「みずき小前」下車。「梅郷駅」から約8分。